# تیم ملی فوتبال زیر ۲۳ سال آلمان

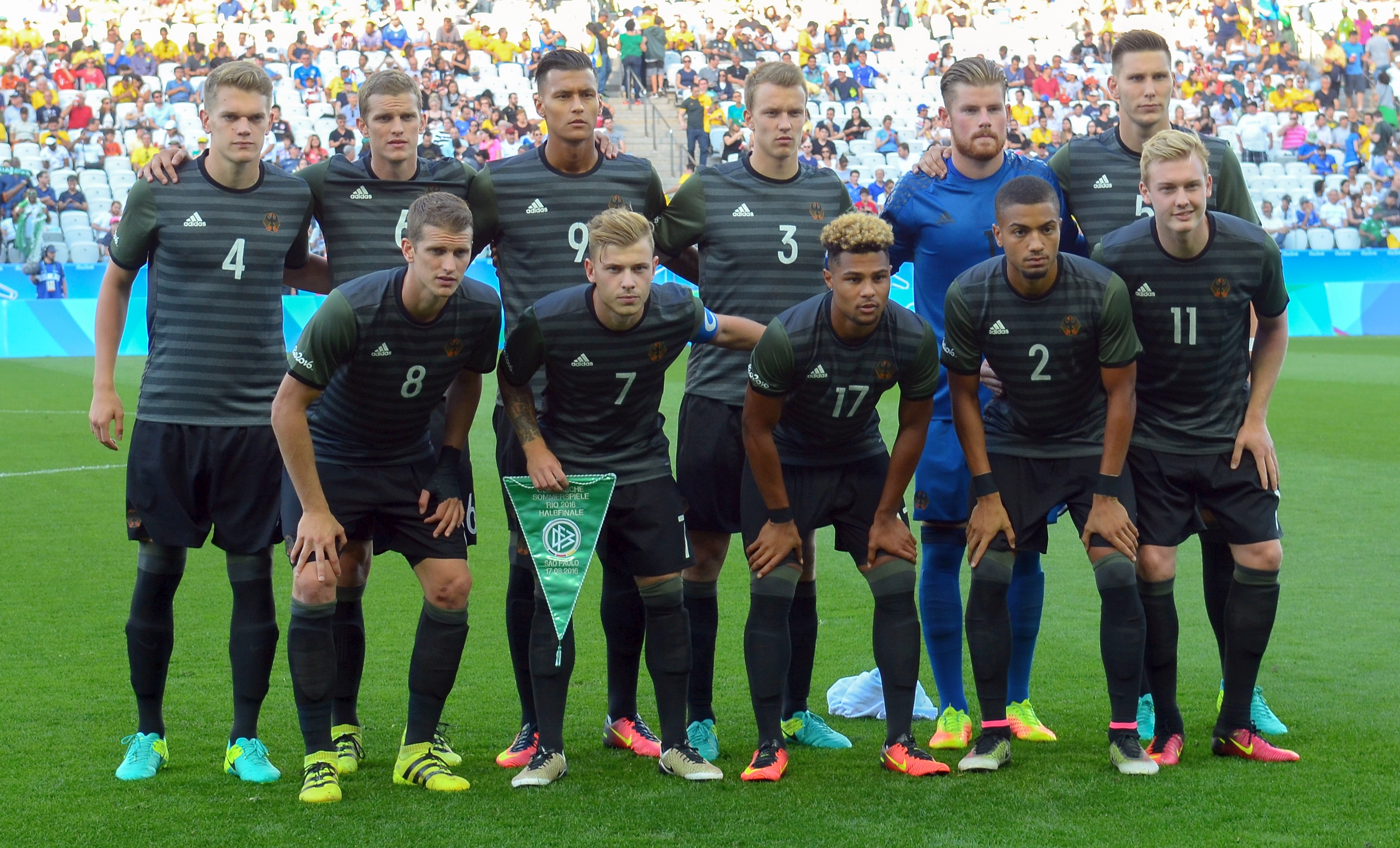
تیم ملی فوتبال المپیک آلمان در رقابت‌های المپیک ۲۰۱۶ ریو.

تیم فوتبال المپیک آلمان (به انگلیسی: Germany Olympic football team) یا تیم ملی فوتبال زیر ۲۳ سال آلمان نمایندهٔ فوتبال کشور آلمان در بازی‌های فوتبال المپیک تابستانی و رقابت‌های زیر ۲۳ سال جهان و اروپا است.
تا قبل از سال ۱۹۹۲ تیم‌های بزرگسالان در رقابت‌های المپیک شرکت می‌کردند. در این دوره‌ها، آلمانی‌ها موفق به کسب ۱ مدال طلا (توسط آلمان شرقی)، ۱ نقره و ۳ برنز شدند.
بعد از سال ۱۹۹۲، شرایط حضور در رقابت‌های المپیک تغییر کرد و کشورها فقط اجازه داشتند تا بازیکنان رده جوانان (زیر ۲۳ سال) را وارد مسابقات کنند. در این دوره‌ها، آلمانی‌ها موفق به کسب ۱ مدال نقره شدند.

## تاریخچه

پرچم تیم متحد آلمان در بازی‌های المپیک ۱۹۵۶، ۱۹۶۰ و ۱۹۶۴

تیم ملی فوتبال آلمان در سال ۱۹۴۹، آلمان به دو تیم آلمان غربی و آلمان شرقی تقسیم شد که هر دو توسط فیفا به رسمیت شناخته شدند تا سال ۱۹۹۰ که دوباره با هم متحد شدند. رکوردهای این دو تیم، با هم ادغام شده‌است.
آلمان شرقی در سال ۱۹۷۶ قهرمان المپیک نیز شد. علاوه بر این، آلمان‌ها در این رقابت‌ها به دو مقام نایب‌قهرمانی، سه مقام سومی و یک رتبه چهارمی دست یافتند.

### حضور در المپیک
| بازی‌ها               | نتیجه کلی        | تیم              | تعداد تیم‌ها      | رتبه کلی         | مربی             |
| -------------------- | ---------------- | ---------------- | ---------------- | ---------------- | ---------------- |
| ۱۹۱۲ – استکهلم       | دور اول          | آلمان            | ۱۱               | هفتم             | کمیته فدراسیون   |
| ۱۹۲۰ – آنتورپ        | اجازه حضور نداشت | اجازه حضور نداشت | اجازه حضور نداشت | اجازه حضور نداشت | اجازه حضور نداشت |
| ۱۹۲۴ – پاریس         | اجازه حضور نداشت | اجازه حضور نداشت | اجازه حضور نداشت | اجازه حضور نداشت | اجازه حضور نداشت |
| ۱۹۲۸ – آمستردام      | یک-چهارم         | آلمان            | ۱۷               | پنجم             | اتو نرتز         |
| ۱۹۳۶ – برلین         | یک-چهارم         | آلمان            | ۱۶               | پنجم             | اتو نرتز         |
| ۱۹۴۸ – لندن          | اجازه حضور نداشت | اجازه حضور نداشت | اجازه حضور نداشت | اجازه حضور نداشت | اجازه حضور نداشت |
| ۱۹۵۲ – هلسینکی       | رتبه چهارم       | آلمان            | ۲۵               | چهارم            | سپ هربرگر        |
| ۱۹۵۶ – ملبورن        | دور اول          | تیم متحد آلمان   | ۱۱               | نهم              | سپ هربرگر        |
| ۱۹۶۰ – رم            | صعود نکرد        | صعود نکرد        | صعود نکرد        | صعود نکرد        | صعود نکرد        |
| ۱۹۶۴ – توکیو         | مدال برنز        | تیم متحد آلمان   | ۱۴               | سوم              | کرولی ساس        |
| ۱۹۶۸ – مکزیکو سیتی   | صعود نکرد        | صعود نکرد        | صعود نکرد        | صعود نکرد        | صعود نکرد        |
| ۱۹۷۲ – مونیخ         | دور دوم          | آلمان غربی       | ۱۶               | پنجم             | یوپ دروال        |
| ۱۹۷۲ – مونیخ         | مدال برنز        | آلمان شرقی       | ۱۶               | سوم              | جورج بوشنر       |
| ۱۹۷۶ – مونترآل       | مدال طلا         | آلمان شرقی       | ۱۳               | قهرمان           | جورج بوشنر       |
| ۱۹۸۰ – مسکو          | مدال نقره        | آلمان شرقی       | ۱۶               | نایب قهرمان      | رودولف کراوزه    |
| ۱۹۸۴ – لس آنجلس      | یک-چهارم         | آلمان غربی       | ۱۶               | پنجم             | اریش ریبک        |
| ۱۹۸۸ – سئول          | مدال برنز        | آلمان غربی       | ۱۶               | سوم              | هانس لور         |
| ۱۹۹۲ – بارسلون       | صعود نکرد        | صعود نکرد        | صعود نکرد        | صعود نکرد        | صعود نکرد        |
| ۱۹۹۶ – آتلانتا       | صعود نکرد        | صعود نکرد        | صعود نکرد        | صعود نکرد        | صعود نکرد        |
| ۲۰۰۰ – سیدنی         | صعود نکرد        | صعود نکرد        | صعود نکرد        | صعود نکرد        | صعود نکرد        |
| ۲۰۰۴ – آتن           | صعود نکرد        | صعود نکرد        | صعود نکرد        | صعود نکرد        | صعود نکرد        |
| ۲۰۰۸ – پکن           | صعود نکرد        | صعود نکرد        | صعود نکرد        | صعود نکرد        | صعود نکرد        |
| ۲۰۱۲ – لندن          | صعود نکرد        | صعود نکرد        | صعود نکرد        | صعود نکرد        | صعود نکرد        |
| ۲۰۱۶ – ریو دو ژانیرو | مدال نقره        | آلمان            | ۱۶               | نایب قهرمان      | هورشت هروبش      |
| ۲۰۲۰ – توکیو         | دور گروهی        | آلمان            | ۱۶               | نهم              | اشتفان کونتس     |

## افتخارات رسمی
منبع

### فوتبال المپیک
- قهرمان(۱بار): ۱۹۷۶
- نایب قهرمان(۲بار): ۱۹۸۰، ۲۰۱۶
- سومی(۳بار): ۱۹۶۴، ۱۹۷۲، ۱۹۸۸
- چهارمی(۱بار): ۱۹۵۲

### خلاصه افتخارات
| رقابت         | 1 | 2 | 3 | مجموع |
| ------------- | - | - | - | ----- |
| فوتبال المپیک | ۱ | ۲ | ۳ | ۶     |
| مجموع         | ۱ | ۲ | ۳ | ۶     |

### فوتبال المپیک ۱۹۱۲ بخش شانس مجدد
- سومی(۱بار): ۱۹۱۲